# فودای، ایواته
فودای، ایواته (به لاتین: Fudai, Iwate) یک منطقهٔ مسکونی در ژاپن است که در استان ایواته واقع شده‌است. فودای ۸۰٫۸۴ کیلومترمربع مساحت و ۲٬۹۴۵ نفر جمعیت دارد.